# Olympische Sommerspiele 1976/Kanu
Bei den XXI. Olympischen Sommerspielen 1976 in Montreal, Kanada, wurden insgesamt elf Kanuwettbewerbe auf der Île Notre-Dame ausgetragen. Zwischen dem 28. und 31. Juli 1976 traten insgesamt 245 Kanuten zu den Wettbewerben an, davon 206 Männer und 39 Frauen.

## Bilanz

### Medaillenspiegel
| Platz | Land        | Gold | Silber | Bronze | Gesamt |
| ----- | ----------- | ---- | ------ | ------ | ------ |
| 1     | Sowjetunion | 6    | 3      | –      | 9      |
| 2     | DDR         | 3    | 1      | 3      | 7      |
| 3     | Rumänien    | 1    | 1      | 2      | 4      |
| 4     | Jugoslawien | 1    | –      | 1      | 2      |
| 5     | Ungarn      | –    | 3      | 5      | 8      |
| 6     | Kanada      | –    | 1      | –      | 1      |
| 6     | Polen       | –    | 1      | –      | 1      |
| 6     | Spanien     | –    | 1      | –      | 1      |

### Medaillengewinner
| Konkurrenz             | Gold                                                                              | Silber                                                                            | Bronze                                                              |
| ---------------------- | --------------------------------------------------------------------------------- | --------------------------------------------------------------------------------- | ------------------------------------------------------------------- |
| Einer-Kajak 500 m      | Vasile Dîba                                                                       | Zoltán Sztanity                                                                   | Rüdiger Helm                                                        |
| Einer-Kajak 1000 m     | Rüdiger Helm                                                                      | Géza Csapó                                                                        | Vasile Dîba                                                         |
| Zweier-Kajak 500 m     | DDR Joachim Mattern Bernd Olbricht                                                | Sowjetunion Serhij Nahornyj Uladsimir Ramanouski                                  | Rumänien Larion Serghei Policarp Malîhin                            |
| Zweier-Kajak 1000 m    | Sowjetunion Serhij Nahornyj Uladsimir Ramanouski                                  | DDR Joachim Mattern Bernd Olbricht                                                | Ungarn Zoltán Bakó István Szabó                                     |
| Vierer-Kajak 1000 m    | Sowjetunion Sergei Tschuchrai Alexander Degtjarjow Jurij Filatow Wladimir Morosow | Spanien José María Esteban José Ramón López Herminio Menéndez Luis Gregorio Ramos | DDR Frank-Peter Bischof Bernd Duvigneau Rüdiger Helm Jürgen Lehnert |
| Einer-Canadier 500 m   | Alexander Rogow                                                                   | John Wood                                                                         | Matija Ljubek                                                       |
| Einer-Canadier 1000 m  | Matija Ljubek                                                                     | Wassyl Jurtschenko                                                                | Tamás Wichmann                                                      |
| Zweier-Canadier 500 m  | Sowjetunion Serhij Petrenko Alexander Winogradow                                  | Polen Andrzej Gronowicz Jerzy Opara                                               | Ungarn Tamás Buday Oszkár Frey                                      |
| Zweier-Canadier 1000 m | Sowjetunion Serhij Petrenko Alexander Winogradow                                  | Rumänien Gheorghe Danielov Gheorghe Simionov                                      | Ungarn Tamás Buday Oszkár Frey                                      |

| Konkurrenz         | Gold                                 | Silber                           | Bronze                          |
| ------------------ | ------------------------------------ | -------------------------------- | ------------------------------- |
| Einer-Kajak 500 m  | Carola Zirzow                        | Tatjana Korschunowa              | Klára Rajnai                    |
| Zweier-Kajak 500 m | Sowjetunion Nina Gopowa Galina Kreft | Ungarn Anna Pfeffer Klára Rajnai | DDR Bärbel Köster Carola Zirzow |

## Ergebnisse

### Männer

#### Einer-Kajak500 m
| Platz | Land | Sportler             | Zeit (min) |
| ----- | ---- | -------------------- | ---------- |
| 1     | ROU  | Vasile Dîba          | 1:46,41    |
| 2     | HUN  | Zoltán Sztanity      | 1:46,95    |
| 3     | GDR  | Rüdiger Helm         | 1:48,30    |
| 4     | ESP  | Herminio Menéndez    | 1:48,40    |
| 5     | POL  | Grzegorz Śledziewski | 1:48,49    |
| 6     | URS  | Sergei Lisunow       | 1:49,21    |
| 7     | ITA  | Oreste Perri         | 1:50,27    |
| 8     | GBR  | Douglas Parnham      | 1:50,33    |

Finale am 30. Juli

#### Einer-Kajak 1000 m
| Platz | Land | Sportler              | Zeit (min) |
| ----- | ---- | --------------------- | ---------- |
| 1     | GDR  | Rüdiger Helm          | 3:48,20    |
| 2     | HUN  | Géza Csapó            | 3:48,84    |
| 3     | ROU  | Vasile Dîba           | 3:49,65    |
| 4     | ITA  | Oreste Perri          | 3:51,13    |
| 5     | URS  | Oleksandr Schaparenko | 3:51,45    |
| 6     | SWE  | Berndt Andersson      | 3:51,94    |
| 7     | GBR  | Douglas Parnham       | 3:52,64    |
| 8     | POL  | Grzegorz Śledziewski  | 3:54,29    |

Finale am 31. Juli

#### Zweier-Kajak500 m

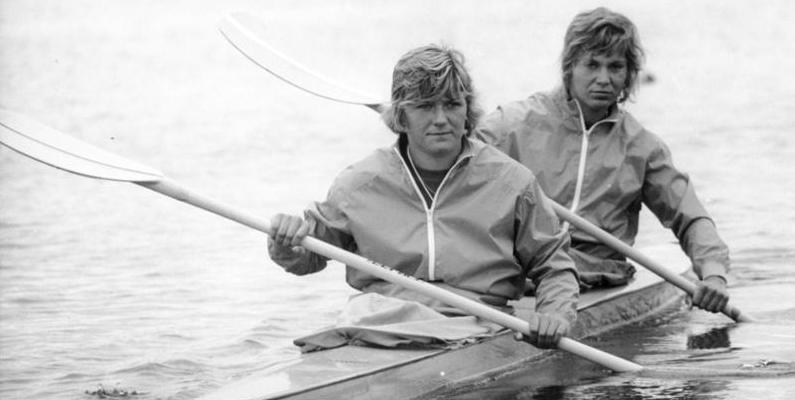
Bärbel Köster und Carola Zirzow beim Training auf dem Olympiakurs

| Platz | Land | Sportler                             | Zeit (min) |
| ----- | ---- | ------------------------------------ | ---------- |
| 1     | GDR  | Joachim Mattern Bernd Olbricht       | 1:35,87    |
| 2     | URS  | Serhij Nahornyj Uladsimir Ramanouski | 1:36,81    |
| 3     | ROU  | Larion Serghei Policarp Malîhin      | 1:37,43    |
| 4     | ESP  | Guillermo del Riego José Seguín      | 1:38,50    |
| 5     | HUN  | József Deme János Rátkai             | 1:38,61    |
| 6     | FIN  | Hannu Kojo Kari Markkanen            | 1:39,59    |
| 7     | SWE  | Anders Andersson Lars Andersson      | 1:39,63    |
| 8     | AUS  | John Southwood John Sumegi           | 1:39,77    |

Finale am 30. Juli

#### Zweier-Kajak 1000 m
| Platz | Land | Sportler                             | Zeit (min) |
| ----- | ---- | ------------------------------------ | ---------- |
| 1     | URS  | Serhij Nahornyj Uladsimir Ramanouski | 3:29,01    |
| 2     | GDR  | Joachim Mattern Bernd Olbricht       | 3:29,33    |
| 3     | HUN  | Zoltán Bakó István Szabó             | 3:30,36    |
| 4     | FRA  | Jean-Paul Hanquier Alain Lebas       | 3:33,05    |
| 5     | ESP  | Guillermo del Riego José Seguín      | 3:33,16    |
| 6     | BEL  | Jean-Pierre Burny Paul Hoekstra      | 3:33,86    |
| 7     | ROU  | Policarp Malîhin Larion Serghei      | 3:34,27    |
| 8     | CAN  | Steve King Denis Barre               | 3:34,46    |

Finale am 31. Juli

#### Vierer-Kajak1000 m
| Platz | Land | Sportler                                                                  | Zeit (min) |
| ----- | ---- | ------------------------------------------------------------------------- | ---------- |
| 1     | URS  | Sergei Tschuchrai Alexander Degtjarjow Jurij Filatow Wladimir Morosow     | 3:08,69    |
| 2     | ESP  | José María Esteban José Ramón López Herminio Menéndez Luis Gregorio Ramos | 3:08,95    |
| 3     | GDR  | Frank-Peter Bischof Bernd Duvigneau Rüdiger Helm Jürgen Lehnert           | 3:10,76    |
| 4     | ROU  | Nicușor Eșanu Vasile Simioncenco Nicolae Simioncenco Mihai Zafiu          | 3:11,35    |
| 5     | POL  | Henryk Budzicz Kazimierz Górecki Grzegorz Kołtan Ryszard Oborski          | 3:12,17    |
| 6     | NOR  | Morten Mørtlund Einar Rasmussen Olaf Søyland Jostein Stige                | 3:12,38    |
| 7     | BUL  | Iwan Manew Boschidar Milenkow Nikolaj Natschew Wassil Tschilingirow       | 3:12,94    |
| 8     | HUN  | József Deme Csaba Giczy János Rátkai Zoltán Romhányi                      | 3:14,67    |

Finale am 31. Juli

#### Einer-Canadier500 m
| Platz | Land | Sportler         | Zeit (min) |
| ----- | ---- | ---------------- | ---------- |
| 1     | URS  | Alexander Rogow  | 1:59,23    |
| 2     | CAN  | John Wood        | 1:59,58    |
| 3     | YUG  | Matija Ljubek    | 1:59,60    |
| 4     | BUL  | Borislaw Ananiew | 1:59,92    |
| 5     | GDR  | Wilfried Stephan | 2:00,54    |
| 6     | HUN  | Károly Szegedi   | 2:01,12    |
| 7     | ROU  | Ivan Patzaichin  | 2:01,40    |
| 8     | FRG  | Ulrich Eicke     | 2:02,30    |

Finale am 30. Juli

#### Einer-Canadier 1000 m
| Platz | Land | Sportler           | Zeit (min) |
| ----- | ---- | ------------------ | ---------- |
| 1     | YUG  | Matija Ljubek      | 4:09,51    |
| 2     | URS  | Wassyl Jurtschenko | 4:12,57    |
| 3     | HUN  | Tamás Wichmann     | 4:14,11    |
| 4     | BUL  | Borislaw Ananiew   | 4:14,41    |
| 5     | ROU  | Ivan Patzaichin    | 4:15,08    |
| 6     | FRA  | Roland Iche        | 4:18,23    |
| 7     | GDR  | Wilfried Stephan   | 4:22,43    |
| 8     | FRG  | Ulrich Eicke       | 4:22,77    |

Finale am 31. Juli

#### Zweier-Canadier500 m
| Platz | Land | Sportler                              | Zeit (min) |
| ----- | ---- | ------------------------------------- | ---------- |
| 1     | URS  | Serhij Petrenko Alexander Winogradow  | 1:45,81    |
| 2     | POL  | Andrzej Gronowicz Jerzy Opara         | 1:47,77    |
| 3     | HUN  | Tamás Buday Oszkár Frey               | 1:48,35    |
| 4     | ROU  | Gheorghe Danielov Gheorghe Simionov   | 1:48,64    |
| 5     | FRA  | Gérald Delacroix Jean-François Millot | 1:49,74    |
| 6     | BUL  | Iwan Burtschin Krassimir Christow     | 1:50,43    |
| 7     | CAN  | Gregory Smith John Wood               | 1:50,74    |
| 8     | TCH  | Jiří Čtvrtečka Tomáš Šach             | 1:50,85    |

Finale am 30. Juli

#### Zweier-Canadier 1000 m

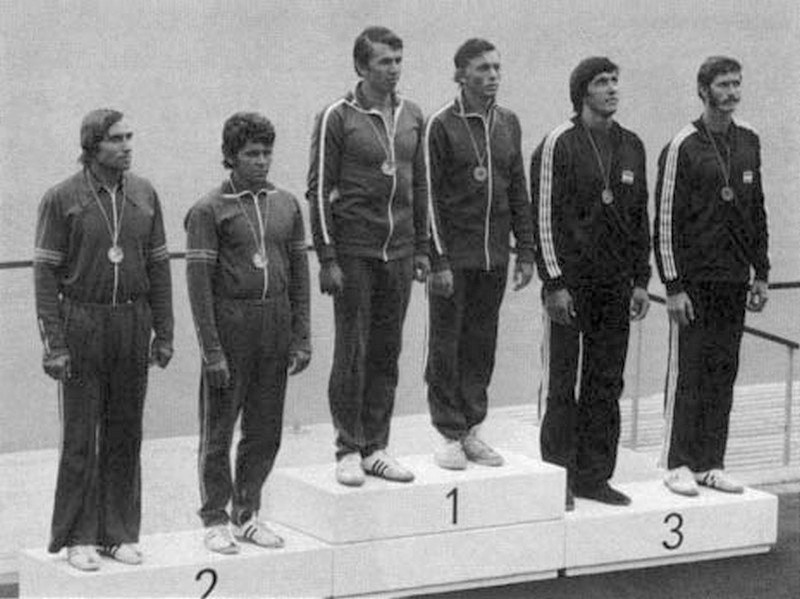
Die Medaillengewinner auf dem Siegertreppchen

| Platz | Land | Sportler                             | Zeit (min) |
| ----- | ---- | ------------------------------------ | ---------- |
| 1     | URS  | Serhij Petrenko Alexander Winogradow | 3:52,76    |
| 2     | ROU  | Gheorghe Danielov Gheorghe Simionov  | 3:54,28    |
| 3     | HUN  | Tamás Buday Oszkár Frey              | 3:55,66    |
| 4     | POL  | Jerzy Opara Andrzej Gronowicz        | 3:59,56    |
| 5     | GDR  | Detlef Bothe Hans-Jürgen Tode        | 4:00,37    |
| 6     | TCH  | Jiří Čtvrtečka Tomáš Šach            | 4:01,48    |
| 7     | BUL  | Iwan Burtschin Krassimir Christow    | 4:02,44    |
| 8     | FRG  | Hermann Glaser Heinz Lucke           | 4:03,86    |

Finale am 31. Juli

### Frauen

#### Einer-Kajak500 m
| Platz | Land | Sportlerin          | Zeit (min) |
| ----- | ---- | ------------------- | ---------- |
| 1     | GDR  | Carola Zirzow       | 2:01,05    |
| 2     | URS  | Tatjana Korschunowa | 2:03,07    |
| 3     | HUN  | Klára Rajnai        | 2:05,01    |
| 4     | POL  | Ewa Kamińska        | 2:05,16    |
| 5     | ROU  | Maria Mihoreanu     | 2:05,40    |
| 6     | TCH  | Anastázie Hajná     | 2:06,72    |
| 7     | USA  | Julie Leach         | 2:06,92    |
| 8     | FRG  | Irene Pepinghege    | 2:07,80    |

Finale am 30. Juli

#### Zweier-Kajak500 m
| Platz | Land | Sportlerinnen                            | Zeit (min) |
| ----- | ---- | ---------------------------------------- | ---------- |
| 1     | URS  | Nina Gopowa Galina Kreft                 | 1:51,15    |
| 2     | HUN  | Anna Pfeffer Klára Rajnai                | 1:51,69    |
| 3     | GDR  | Bärbel Köster Carola Zirzow              | 1:51,81    |
| 4     | ROU  | Nastasia Nichitov Agafia Orlov           | 1:53,77    |
| 5     | FRG  | Barbara Lewe-Pohlmann Heiderose Wallbaum | 1:53,86    |
| 6     | POL  | Maria Kazanecka Katarzyna Kulczak        | 1:55,05    |
| 7     | BUL  | Marija Mintschewa Natascha Petrowa       | 1:55,95    |
| 8     | CAN  | Susan Holloway Anne Dodge                | 1:56,75    |

Finale am 30. Juli